# Steve Largent
Pro Football Hall of Fame 1995
(en) Statistiques sur pro-football-reference
Steven Michael Largent  dit Steve Largent, né le 28 septembre 1954 à Tulsa, est un joueur de football américain et homme politique américain.

## Carrière sportive
Lergent joue toute sa carrière au poste de wide receiver.
Au niveau universitaire, il joue pour les Golden Hurricane de l'université de Tulsa dans la NCAA Division I FBS.
Il est sélectionné en 117e choix global lors du 4e tour de la draft 1976 de la NFL par les Oilers de Houston. Cependant, après les quatre matchs de pré-saison, il est échangé contre un choix de 8e tour de la draft 1977 par les Seahawks de Seattle. Il y fera toute sa carrière professionnelle (de 1976 à 1989).
Comme professionnel, il cumule les distinctions :
- Sélectionné 7× au Pro Bowl après les saisons 1978, 1979, 1981, 1984, 1985, 1986 et 1987 ;
- Sélectionné 3× dans l'équipe type de la NFL (All-Pro) après les saisons 1983, 1985 et 1987 ;
- Sélectionné 4× dans la seconde équipe-type de la NFL après les saisons 1978, 1979, 1984 et 1986 ;
- Meilleur joueur NFL de la saison 1988 ;
- 2× meilleur receveur de la NFL au nombre de yards pour les saisons 1979 et 1985 ;
- Sélectionné dans l'équipe-type de la NFL des années 1980 (All-Decade Team) ;
- Membre du Ring of Honor des Seahawks de Seattle
- Le numéro de son maillot (le no 80) chez les Seahawks de Seattle a été retiré par la franchise;
- Intronisé au Pro Football Hall of Fame en 1995[1].

## Carrière politique
En novembre 1994, il est nommé à la chambre des représentants des États-Unis pour succéder à James Inhofe, élu au Sénat. Il est par la suite élu puis réélu à trois reprises. Au Congrès, il a la réputation d'être un chrétien conservateur.
Il démissionne de la chambre des représentants en février 2002 pour se présenter au poste de gouverneur de l'Oklahoma. Considéré favori de l'élection, il est cependant battu de justesse par le sénateur Brad Henry qui le devance de 6 357 voix sur plus d'un million de votants.

## Après la politique
Par la suite, Largent travaille dans le domaine de la transmission sans fil comme lobbyiste et dirigeant d'un groupe de commerce.